# Bitwa pod Pfaffenhofen
Bitwa pod Pfaffenhofen – starcie zbrojne, które miało miejsce 15 kwietnia 1745 r. w trakcie wojny Austriaków z Francją i Bawarią (1741–1745), będącą częścią wojny o sukcesję austriacką. Starcie miało miejsce w pobliżu bawarskiego miasteczka Pfaffenhoffen i zakończyło się zwycięstwem Austriaków.
W roku 1744 sprzymierzonym wojskom francusko-bawarsko-pruskim udało się wyprzeć Austriaków z Bawarii. Do Monachium powrócił elektor bawarski Karol VII, który jednak rok później zmarł. Wiosną 1745 r. armia austriacka rozpoczęła kontrofensywę w celu odzyskania Bawarii. Chcąc zadać ostateczną porażkę sprzymierzonym wojskom francusko-bawarskim, austriacki generał hrabia Karol Józef Batthyany spróbował nieoczekiwanego ataku na wojska dowodzone przez Segura.
W pobliżu miejscowości Pfaffenhofen nad rzeką Ilm Austriacy natknęli się na wojska sprzymierzone w sile 6200 ludzi, w momencie gdy te opuszczały swoje pozycje, chcąc połączyć się z siłami głównymi armii. W tej sytuacji Austriacy ruszyli do szturmu na Pfaffenhofen. Atak nastąpił siłami kilkuset dragonów. Po pół godzinnej, zażartej walce Austriacy wyparli przeciwnika z linii obronnych po czym uderzyli wzmocnieni piechotą na jego oddziały główne na zachód od miasta. Atak poprowadzony na prawe skrzydło sprzymierzonych rozproszył przeciwnika i zmusił go do gwałtownego odwrotu.
Straty francusko–bawarskie według Segura szacowane są na 2 400 zabitych i rannych. Austriacy stracili około 800 ludzi. Porażka skłoniła następcę elektora Maksymiliana III Józefa do zawarcia pokoju z Austrią w miejscowości Füssen (Fussen) w dniach 22 kwietnia – 2 maja 1745 r. W traktacie elektor uznał sankcję pragmatyczną, zobowiązał się też oddać swój głos na Franciszka Stefana Lotaryńskiego w wyborze na cesarza. Bawaria powróciła do granic z roku 1741.
Bitwa pod Pfaffenhofen zakończyła wojnę w Południowych Niemczech na korzyść Austrii i wyłączyła Bawarię z koalicji antyaustriackiej. Od tego momentu głównym teatrem działań wojennych stały się Niderlandy Hiszpańskie (dzisiejsza Belgia), gdzie Austriacy w sojuszu z Holandią i Wielką Brytanią walczyli z Francuzami. Walki toczono także na Śląsku (II wojna śląska).